# Ulgundahi Island
Ulgundahi Island är en ö i Australien. Den ligger i delstaten New South Wales, i den sydöstra delen av landet, omkring 530 kilometer norr om delstatshuvudstaden Sydney.
Trakten runt Ulgundahi Island består till största delen av jordbruksmark. Runt Ulgundahi Island är det glesbefolkat, med 16 invånare per kvadratkilometer. Genomsnittlig årsnederbörd är 1 445 millimeter. Den regnigaste månaden är januari, med i genomsnitt 220 mm nederbörd, och den torraste är oktober, med 28 mm nederbörd.